# Carrhotus sufflavus
Carrhotus sufflavus là một loài nhện trong họ Salticidae.
Loài này thuộc chi Carrhotus. Carrhotus sufflavus được Jastrzebski miêu tả năm 2009.